# Itaberaba
Itaberaba là một đô thị thuộc bang Bahia, Brasil. Đô thị này có diện tích 2357,185 km², dân số năm 2007 là 70611 người, mật độ 26,6 người/km².